# NGC 7357
NGC 7357 في الفهرس العام الجديد، هي مجرة، تقع في كوكبة الفرس الأعظم. اكتشفت في 26 سبتمبر 1883 بواسطة إدوارد ستيفان.

## روابط خارجية
- NGC 7357 على موقع ويكي سكاي: DSS2, SDSS, GALEX, IRAS, Hydrogen α, X-Ray, Astrophoto, Sky Map, Articles and images